# التنمارکت بی فورستنفلد
التنمارکت بی فورستنفلد (به آلمانی: Altenmarkt bei Fürstenfeld) یک سکونتگاه مسکونی در اتریش است که در Hartberg-Fürstenfeld District واقع شده‌است.

## خصوصیات
التنمارکت بی فورستنفلد ۱۹٫۹۸ کیلومترمربع مساحت دارد ۴۶۱ متر بالاتر از سطح دریا واقع شده‌است.